# Уфимський науковий центр Російської академії наук
Уфи́мський науковий центр Російської академії наук (УНЦ РАН) (рос. Уфимский научный центр Российской академии наук (УНЦ РАН)) — регіональний науковий центр у складі Російської академії наук.

## Історія
Науковий центр був заснований 1951 року як Башкирський філіал Академії наук СРСР. В його складу входили Інститут біології, Інститут історії, мови і літератури, Гірничо-геологічний інститут, сектор економічних досліджень та сектор хімії. У 1961-1963 роках, у процесі реорганізації Академії наук СРСР, більшість установ філіалу були передані до Державного комітету з науки і техніки СРСР. 1967 року Башкирський філіал був відновлений. В його склад входили Інститут геології, Інститут хімії, Інститут біології, Інститут історії, мови і літератури, відділ біохімії і цитохімії, відділ економічних досліджень. 1987 року філіал був реорганізований у Башкирський науковий центр у складі Уральського відділення Академії наук СРСР. 1992 року вже як Уфимський науковий центр був виокремлений в окремий регіональний науковий центр.

## Структура
Науковий центр має у своїй структурі 11 локальних інститутів та 2 загальних:
- Ботанічний сад-інститут
- Інститут біології
- Інститут біохімії і генетики
- Інститут геології
- Інститут етнологічних досліджень імені Р. Г. Кузеєва
- Інститут історії, мови і літератури
- Інститут математики з обчислювальним центром
- Інститут механіки
- Інститут органічної хімії
- Інститут соціально-економічних досліджень
- Інститут фізики молекул і кристалів
- Інститут нафтохімії і каталізу
- Інститут проблем надпластичності металів

## Керівництво
Головою центру у різні часи були:
- 1951—1956 — Георгій Вахрушев
- 1956—1964 — Роман Оболенцев
- 1964—1967 — ?
- 1967—1984 — Сагід Рафіков
- 1984—1993 — Генріх Толстіков
- 1993—2006 — Роберт Нігматулін
- 2006—2010 — Марат Юнусов
- з 2010 — Усеїн Джемілєв